# ホウロウドロバチ
ホウロウドロバチ（学名：Pachodynerus nasidens）はドロバチ亜科Eumeninaeに分類される昆虫である。

## 分布
新熱帯区原産だが、北米および太平洋諸島に移入されている。 日本では硫黄島で採集された記録がある。

## 生態
本種を含めたドロバチ亜科には中空になった植物の茎や人工的な穴を巣として利用する管住性を示す種が多い。管住性のハチについては、営巣先として好む穴の口径が種によって異なる傾向があることが知られており、なかでも本種が好む口径の範囲はボーイング737やエアバスA330のピトー管の直径と重なっている。最近になって本種の侵入が確認されたオーストラリアのブリスベン空港ではピトー管へのカバー取り付けが義務化されておらず、航空安全上のリスクファクターのひとつとして問題視されている。